# Le Guide culinaire
Le Guide culinaire est un livre de cuisine française écrit par Auguste Escoffier et publié en 1903.

## Contenu
Auguste Escoffier réunit dans un ouvrage de 943 pages les recettes de la cuisine française qu'il a inventées lorsqu'il travaillait à l'hôtel Savoy et au Ritz Paris à la fin des années 1880. Actuellement, il est toujours utilisé par les grands chefs cuisiniers français, les palaces français et les restaurateurs haut de gamme. Cet ouvrage réputé dans le monde entier est considéré comme la « bible de la cuisine traditionnelle française ».

## Accueil
Qualifié de « Bible des cuisiniers », Le Guide culinaire est considéré comme une référence mondiale dans le monde de la cuisine française,,,,,,.